# David Álvarez Aguirre
David Álvarez Aguirre meglio conosciuto come Kily (Avilés, 5 febbraio 1984) è un ex calciatore spagnolo naturalizzato equatoguineano, di ruolo difensore.